# Enllaç peptídic

Reacció de deshidratació, durant la qual es forma una amida.

Un enllaç peptídic és un enllaç covalent que es forma entre dues molècules quan el grup carboxil d'una molècula reacciona amb el grup amino de l'altra, alliberant una molècula d'aigua (H₂O). És una reacció de deshidratació (també coneguda com a reacció de condensació) que s'observa usualment entre aminoàcids.
L'enllaç resultant CO-NH és anomenat enllaç peptídic i la molècula resultant és una amida. Els polipèptids dels quals estan formats les proteïnes són cadenes d'aminoàcids enllaçats amb enllaços peptídics.

## Estructura química
A causa del caràcter parcial de doble enllaç, l'enllaç C-N entre el carboxil i el nitrogen és rígid. Si bé un enllaç simple C-N sol tenir una longitud de 1.45Å, i un enllaç doble C=N sol tenir una longitud de 1.25Å, els enllaços peptídics solen tenir una longitud de 1.33Å. Aquest valor intermedi ens indica que l'enllaç té un 40% d'enllaç simple i un 60% d'enllaç doble aproximadament.

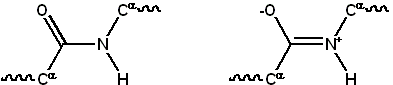
Estructures de ressonància d'un enllaç peptídic en configuració trans

En ser un enllaç rígid, les configuracions cis i trans són possibles. A la natura trobem molta més abundància d'enllaços trans, ja que tenen menys repulsió entre les cadenes laterals. Aproximadament hi ha una proporció cis:trans de 1:1000. En la prolina aquesta proporció és una mica diferent, ja que l'anell cíclic de la prolina s'uneix a l'esquelet del pèptid, estabilitzant l'enllaç cis, sense arribar a fer-lo tan estable com el trans. En presència de prolina trobem una proporció cis:trans de fins a 1:4. En el cas de que la proteïna estigui desplegada, les transicions cis-trans són possibles.

Els angles diedres se solen anomenar Ψ i φ

A pesar de que l'enllaç carboxil-N sigui rígid, no ho són pas l'enllaç entre el nitrogen i el carboni alfa Cα-N ni l'enllaç entre el carboxil i el carboni alfa anterior Cα-C. D'aquesta manera, podem entendre l'enllaç peptídic com una sèrie de plans rígids que poden rotar. Aquesta rotació permet que la cadena d'aminoàcids s'organitzi de forma tridimensional i acabi donant lloc a l'estructura secundària i terciària de les proteïnes. L'angle que forma un aminoàcid amb el següent se sol anomenar angle diedre o angle de torsió

## Degradació
Hi ha diferents tècniques per trencar un enllaç peptídic. En presència d'aigua es trenca alliberant 8-16kJ/mol, però a una velocitat extremadament lenta, de l'ordre de milers d'anys. No obstant podem accelerar el procés d'hidròlisi de diverses maneres: 
- Hidròlisi àcida: Consisteix a fer bullir de forma prolongada les proteïnes amb àcids forts, com ara H₂SO₄ i HCl. Aquest mètode destrueix el triptòfan i part de la serina i la treonina, ja que aquest aminoàcids són més làbils
- Hidròlisi bàsica: Respecta els aminoàcids que es trenquen però forma barreges racèmiques. El procés és similar a l'anterior però fent servir bases fortes enlloc d'àcids forts, típicament NaOH i BaOH.
- Hidròlisi enzimàtica: És la que té lloc dins dels éssers vius, encara que també es pot fer al laboratori, i és catalitzada amb enzims presents als sucs gàstrics. No produeix barreges racèmiques ni destrueix els aminoàcids. Els enzims són la tripsina i la quimiotripsina.
- Hidròlisi tèrmica:[3] Si bé la temperatura només acostuma a desnaturalitzar les proteïnes, si se sotmeten a temperatures molt altes durant un temps llarg, els enllaços peptídics també es degraden.